# Palazzi Mocenigo
Die Palazzi Mocenigo sind ein Komplex von Palästen in Venedig in der italienischen Region Venetien. Er liegt im Sestiere San Marco mit Blick auf den Canal Grande zwischen dem Palazzo Contarini delle Figure und dem Palazzo Corner Gheltof, gegenüber dem Palazzo Civran Grimani.
Der Komplex, der durch seine lange und inhomogene Fassade auffällt, setzt sich aus vier Gebäuden zusammen, die von links nach rechts, wie folgt, angeordnet sind: Palazzo Mocenigo Casa Nuova, Palazzo Mocenigo „Il Nero“ (zusammengesetzt aus zwei kleineren Palästen) und Palazzo Mocenigo Casa Vecchia. Der Palazzo Mocenigo „Il Nero“ und der Palazzo Mocenigo Casa Vecchia bildeten einmal gemeinsam ein Wohnhaus, während im Palazzo Mocenigo Nuova ein anderer Zweig der Familie aus Mailand wohnte.

## Palazzo Mocenigo (Ca’ Vecchia)

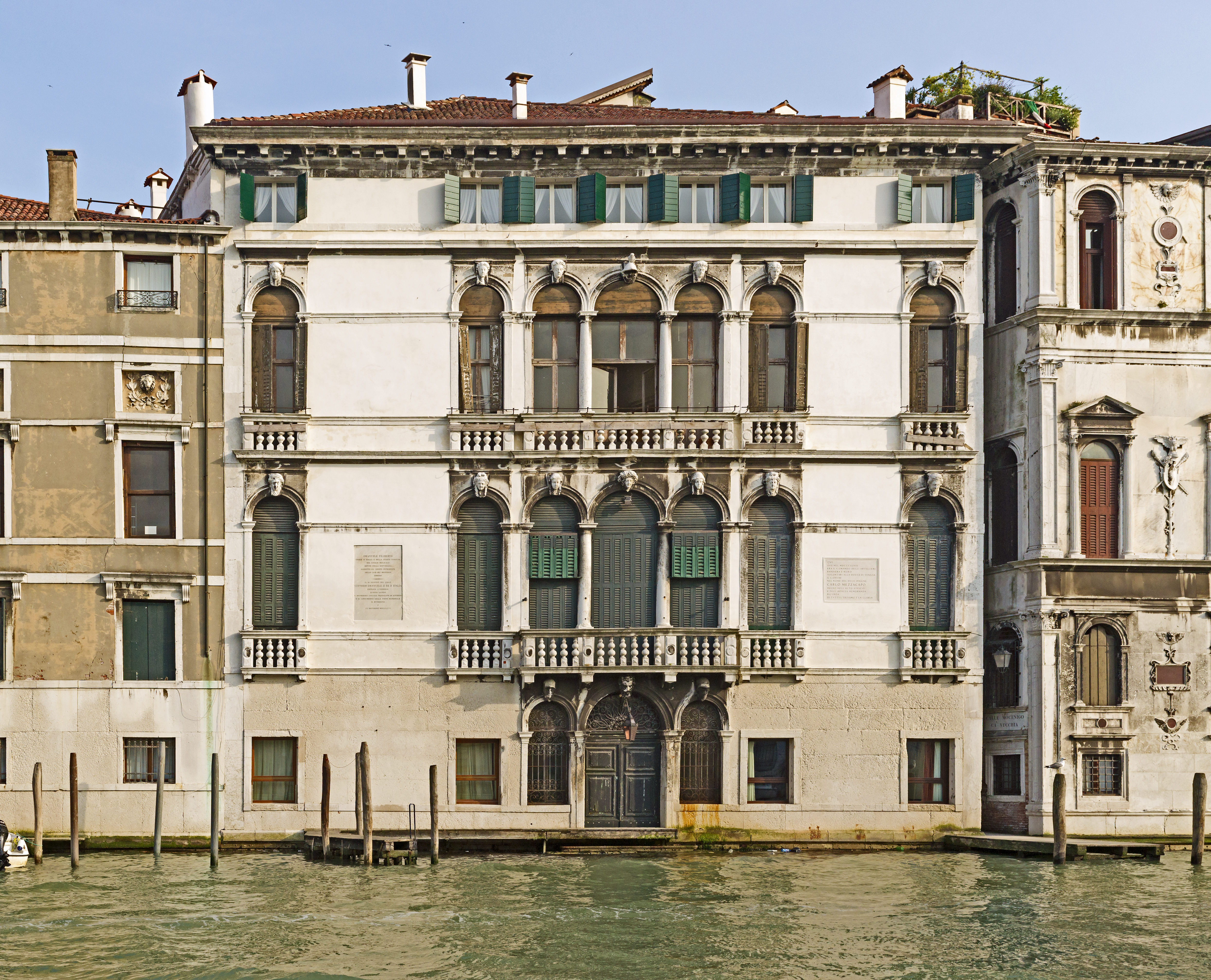
Palazzo Mocenigo Casa Vecchia

Der Palazzo Mocenigo Ca’ Vecchia ist das Gebäude auf der rechten Seite des Komplexes, anschließend an den Palazzo Contarini delle Figure.

### Geschichte
Trotz des Namens „Ca’ Vecchia“ (dt.: altes Haus) handelt es sich um den jüngsten Teil des Komplexes, der anstelle eines mittelalterlichen Hauses aus dem 15. Jahrhundert errichtet wurde. Es handelt sich um das erste Anwesen der Familie Mocenigo in der Pfarre San Samuele. Diese Residenz des Familienzweiges der Mocenigo, interessiert an Kultur, Politik, Philosophie und Wirtschaft, konnte verschiedene bekannte Persönlichkeiten bei sich aufnehmen: So weilte in den Jahren 1591/1592 der Philosoph Giordano Bruno in dem Gebäude. Dieser wurde von dem Hausherrn, der ihn nach Venedig eingeladen hatte, bei den Behörden denunziert und daraufhin in den Kerker der Inquisition verbracht. Der Umbau fand im 17. Jahrhundert statt, genauer gesagt zwischen 1623 und 1625, unter der Leitung des Architekten Francesco Contin. Dieser Eingriff fiel nicht besonders tiefgreifend aus, sodass viele Details des vorhergehenden Gebäudes erhalten blieben, so z. B. der Grundriss und einige Spitzbogenfenster, insbesondere an der Rück- und der Seitenfassade, nicht jedoch an der Hauptfassade. Weitere bekannte Gäste waren in jüngeren Zeit Thomas Moore und Lord Byron.
1824 starb der Familienzweig, dem dieser Palast gehörte, aus. Das Anwesen fiel an Carlo Felice Nicolis di Robilant. Später wurde das Gebäude, das sich in prekärem Zustand befand, umstrukturiert und aufgeteilt. Die Fassade, die früher gelb war, wurde weiß gestrichen.

### Beschreibung
Das Gebäude zeigt sich einfach strukturiert. Es hat vier Stockwerke, die durch feste Rahmen geteilt sind. Das Erdgeschoss hat ein Wasserportal, flankiert von breiten Einzelfenstern, ein Mezzaningeschoss unter dem Dach und zwei Hauptgeschosse in ähnlicher Aufteilung. Zwischen dem Erdgeschoss und den Hauptgeschossen fehlt ein Zwischengeschoss. Die beiden Hauptgeschosse, die sich nur durch unterschiedliche Balkonformen unterscheiden (vorspringend im ersten Obergeschoss, zurückgenommen im zweiten), wirken durch Dreifachfenster edel, die jeweils von zwei Paaren von Einfachfenstern mit nicht vorspringenden Balkonen flankiert werden. Die Schlusssteine der verschiedenen Bögen sind durch menschliche Köpfe verziert. Früher waren oben zwei Obelisken aufgesetzt, wie sich aus zeitgenössischen Drucken erkennen lässt, die dann aus unbekannten Gründen abgerissen wurden.

## Palazzetti Mocenigo „Il Nero“

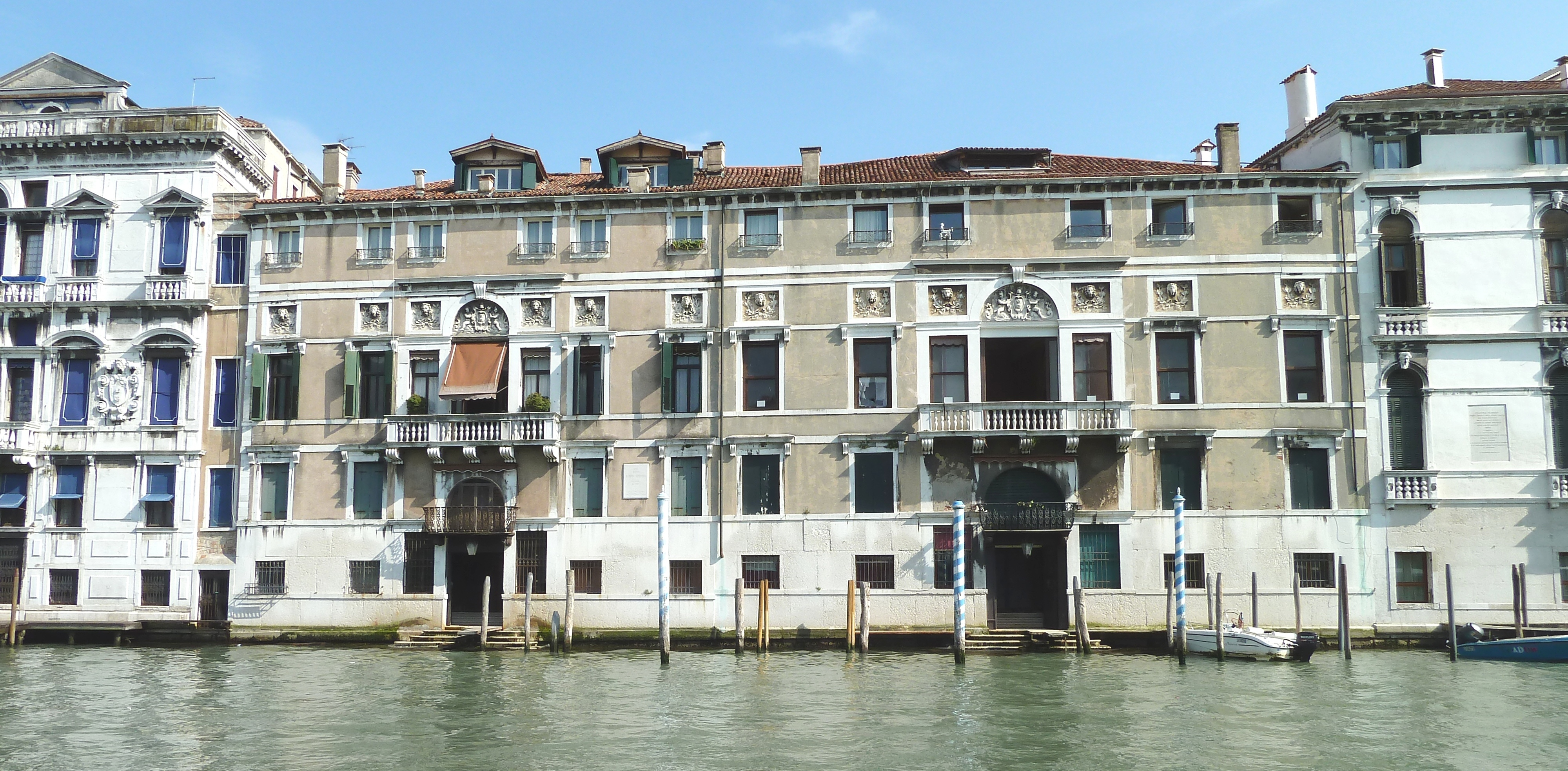
Palazzo Mocenigo „Il Nero“

Die Palazzetti Mocenigo „Il Nero“ sind zwei Gebäude des Komplexes, die die Ca’ Vecchia mit der Ca’ Nuova verbinden.

### Geschichte
Die Mocenigo besaßen bereits die Paläste Ca’ Vecchia und Ca’ Nuova, als sie Ende des 16. Jahrhunderts diese beiden neuen Paläste bauen ließen, um die beiden schon vorhandenen zu verbinden. Dort weilte und schrieb, wie eine Gedenktafel an der Fassade zeigt, im 19. Jahrhundert der englische Dichter Lord Byron einige Jahre lang. Er lebte dort von 1816 bis 1819, zusammen mit 14 Hausangestellten, zwei Affen, einem Fuchs und zwei Hunden.

### Beschreibung
Die beiden Gebäude zeigen eine eher einfache architektonische Sprache, ein klares Muster der Renaissance: Das Hauptgeschoss ist das bestimmende Element der Komposition; darunter liegen ein Erdgeschoss und ein Mezzaningeschoss, darüber ein weiteres Mezzaningeschoss. Das Hauptgeschoss wirkt durch ein venezianisches Fenster edel, das von Einzelfenstern flankiert wird. Dies wiederholt sich nach dem gleichen Muster bei dem einen wie bei dem anderen Palast, was ein starkes Gefühl der Symmetrie erzeugt. Die Fenster sind mit Halbreliefs dekoriert.
Das bemerkenswerteste Element der Komposition sind die Fresken der Fassade, die von Benedetto Caliari und Giuseppe Alabardi geschaffen wurden. Diese Fresken, ähnlich denen an anderen Gebäuden der Stadt, werden auf das 18. oder 19. Jahrhundert datiert. Einzigartige Spuren davon sind uns dank der Drucke von Luca Carlevarijs erhalten. Hinter dem Gebäude öffnet sich ein weitläufiger Garten, über dem sich eine Fassade ohne besondere Bedeutung erhebt.

## Palazzo Mocenigo (Ca’ Nuova)

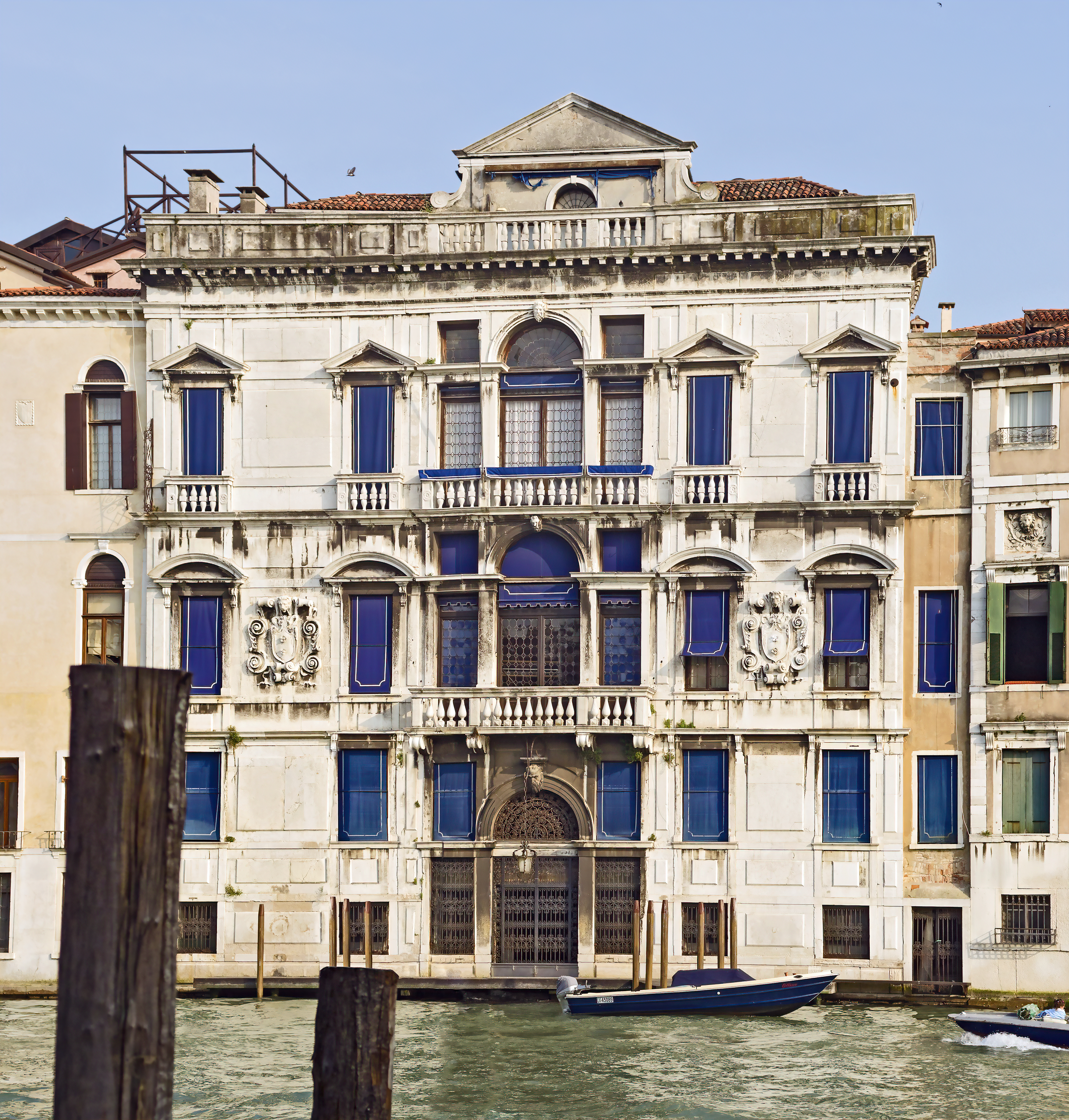
Palazzo Mocenigo Ca’ Nuova

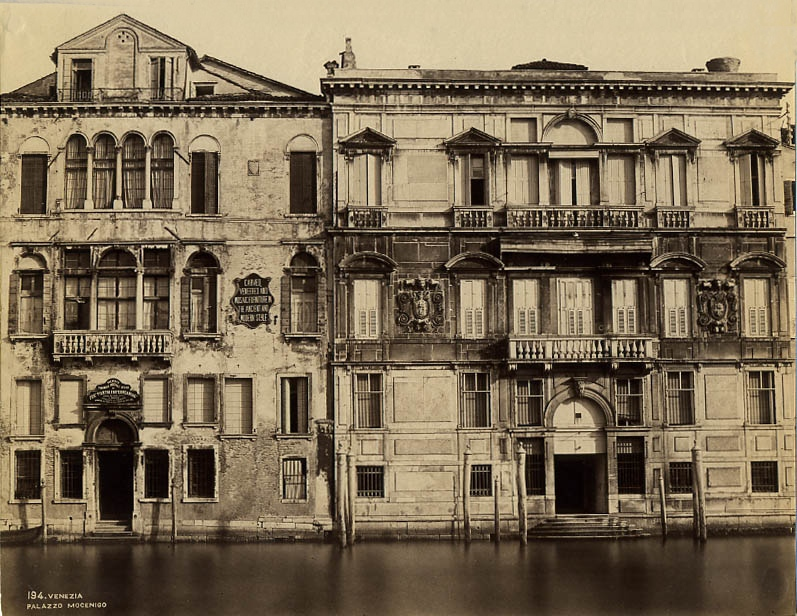
Altes Foto von Carlo Naya, das die Fassade des Gebäudes vor dem Aufbau der Terrasse auf dem Dachgeschoss zeigt.

Der Palazzo Mocenigo Ca’ Nuova ist der Palast ganz auf der linken Seite des Komplexes und der, dessen Fassade wohl die größte visuelle Wirkung zeigt.

### Geschichte

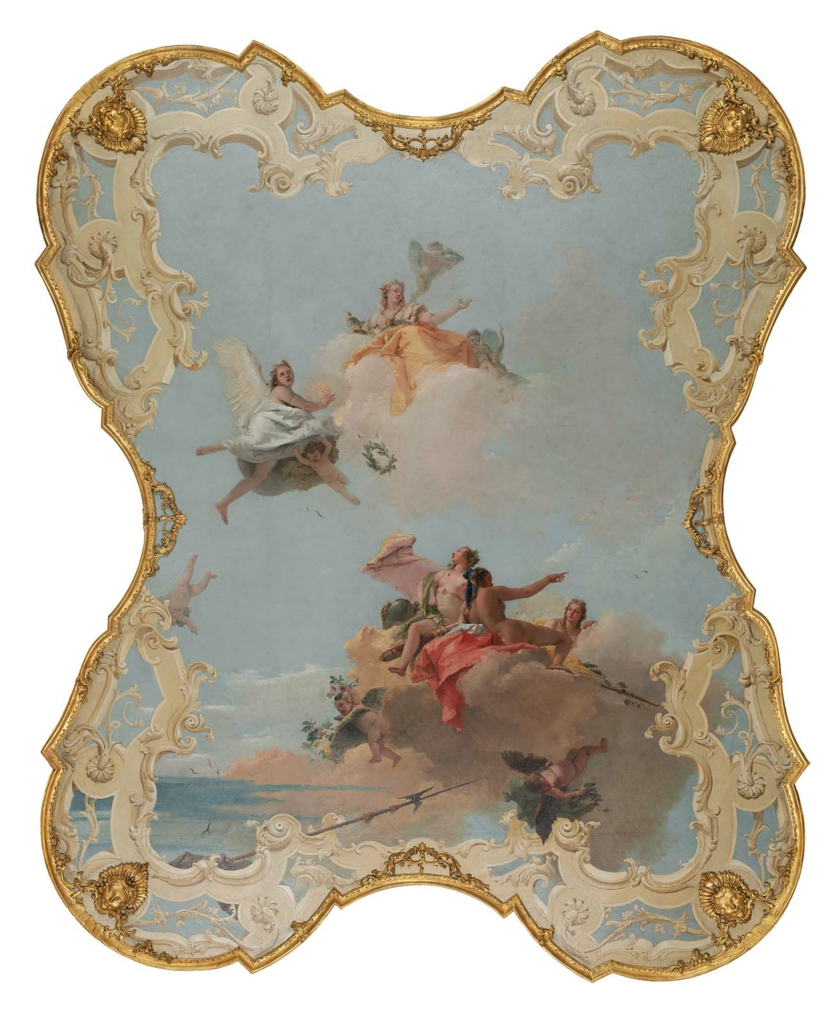
Giambattista Tiepolo, La Nobiltà, la Virtù e la Temperanza (oder La Nobiltà e la Virtù incoronano l’Amore), 1759–1761, Ölgemälde, Museum of Fine Arts in Boston. Deckengemälde aus einem der kleineren Räume des Ca’ Nuova.

Der Palast wurde an der Stelle eines Vorgängergebäudes aus der Mitte des 15. Jahrhunderts errichtet und erst 1579 fertiggestellt. Er diente vorwiegend für Empfänge (wie uns der große Innenhof und die Monumentaltreppe verraten). Einer der luxuriösesten war der zu Ehren von Alvise Mocenigo, siegreicher Doge in der Seeschlacht von Lepanto. 1716 empfing Pisana Cornaro Mocenigo den polnischen König August den Starken mit einem prachtvollen Fest. Das Anwesen fiel 1878 im Erbgang ebenfalls an die Robilants.

### Beschreibung
Die Fassade ist schwierig einzuordnen: Offensichtlich der Renaissance zuzuordnen, scheint sie von Palladio inspiriert, weil sie Säulen mit Kapitellen hat. Ungeachtet dessen wird sie aber Alessandro Vittoria zugeschrieben, der unzweifelhaft auch den Palazzo Balbi projektierte, der ersterem in der Ausschmückung sehr ähnlich ist. Sie könnte aber auch Guglielmo dei Grigi oder Giovanni Antonio Rusconi zugeschrieben werden.
Die Fassade ist durch die drei imposanten Öffnungen in der Mitte charakterisiert: Das Portal zum Wasser, umgeben von vier Fensterchen und die beiden venezianischen Fenster in den Stockwerken darüber, in der Mitte durch vorspringende Balkone verziert. Zu deren Seiten liegen etliche Einzelfenster mit dreieckigen oder bogenförmigen Tympanons. Alle diese Elemente setzen sich in einem Komplex aus Rahmen und Profilen fort, die die Fassade skandieren und ihr Dynamik verleihen. Oberhalb befanden sich einst zwei Obelisken, die aber abgerissen wurden.
Auf der Rückseite gibt es zwei Höfe, die durch einen monumentalen Gang mit einem Garten verbunden sind, dessen Fluchtpunkt das rückwärtige Portal des Palastes ist. Das oberste Geschoss wurde später in eine Terrasse verwandelt, wie dies auch beim Palazzo Pisani Moretta geschah.